# Faith (álbum de Hyde)
Faith é o terceiro álbum do cantor e músico japonês Hyde, lançado em 26 de abril de 2006 pela Haunted Records (Ki/oon Records). Foi produzido por Hyde e K.A.Z.
Os singles do álbum são "Countdown" e "Season's Call". Ambos alcançaram o topo da Oricon Singles Chart semanal.

## Recepção
Alcançou a segunda posição nas paradas da Oricon Albums Chart e permaneceu na parada por oito semanas. No mês de lançamento foi certificado disco de ouro pela RIAJ por vender mais de 100 mil cópias.

## Faixas
Todas as letras escritas por Hyde. 
| N.º            | Título           | Duração |  |
| 1.             | "Jesus Christ"   | 4:13    |  |
| 2.             | "Countdown"      | 4:06    |  |
| 3.             | "Made In Heaven" | 3:43    |  |
| 4.             | "I Can Feel"     | 5:09    |  |
| 5.             | "Season's Call"  | 5:25    |  |
| 6.             | "Faith"          | 4:41    |  |
| 7.             | "Dolly"          | 3:35    |  |
| 8.             | "Perfect Moment" | 4:33    |  |
| 9.             | "Mission"        | 5:18    |  |
| 10.            | "It's Sad"       | 4:27    |  |
| Duração total: | Duração total:   | 45:14   |  |

## Ficha técnica
- Hyde –  vocais, guitarra, arranjo, produção, composição, masterização
- Craig Adams  – baixo (faixas 2 e 5)
- Sean Beavan – mixagem
- Brian Gardner – masterização
- Scott Garrett – bateria
- Lynne Hobday – vocais (faixas 7 e 10)
- Steven Johnson – produção
- K.A.Z – produção, composição
- Shinya "Robot" Kishiro – produção
- Kouichi Kobayashi – fotografia
- Keiji Kondo – engenharia
- Stoeps Langensteiner – fotografia
- Danny Lohner – baixo (faixas  1, 3, 4, 6, 7, 8, 9, 10)
- Koichi Matsuoka "Dentsu" – direção de arte
- Satoshi Mishiba – piano (faixa 1)
- Michihiko Nakayama – produtor executivo
- Motiki Ohashi – direção de arte e design
- Takao Saiki – produção
- Takayuki Saito – engenharia
- Naoto Tanemura – engenharia
- George Tetsumoto – produção
- Osami Yabuta – fotografia
- Kazuhiro Yoneda – fotografia[6]